# Institut culturel de Bretagne
Pour les articles homonymes, voir ICB.
 (juin 2025).
Si vous disposez d'ouvrages ou d'articles de référence ou si vous connaissez des sites web de qualité traitant du thème abordé ici, merci de compléter l'article en donnant les références utiles à sa vérifiabilité et en les liant à la section « Notes et références ».
L'Institut culturel de Bretagne ou ICB (en breton : Skol-Uhel ar Vro) est une association basée à Vannes et créée en 1982, à la suite de la signature de la Charte culturelle de Bretagne. Sa mission originelle, qui était de coordonner le développement, la diffusion et la promotion de la culture bretonne a été modifiée au fil du temps, du fait des retraits successifs des financements de l'État, puis du conseil régional de Bretagne, du conseil régional des Pays de la Loire. Ces financements majeurs étaient complétés par d'autres venant de collectivités publiques, y compris la Loire-Atlantique. En 1988, l'Institut relance les décorations de l'ordre de l'Hermine, remises chaque année, généralement à quatre personnalités, ayant contribué au rayonnement de la Bretagne.

## Organisation
| Présidents       | Entrée en fonction | Année de sortie |
| ---------------- | ------------------ | --------------- |
| Georges Lombard  | 1982               | 1986            |
| Pierre Le Treut  | 1986               | 1998            |
| Yvonig Gicquel   | 1998               | 2009            |
| Bernard Delhaye  | 2009               | 2011            |
| Patrick Malrieu  | 2011               | 2019            |
| Jacky Flippot    | 2019               | 2025            |
| Catherine Latour | 2025               |                 |

| Directeurs      | Entrée en fonction | Année de sortie |
| --------------- | ------------------ | --------------- |
| Bernard Le Nail | 1983               | 2000            |
| Bernard Gestin  | 2000               | 2006            |
| Mathieu Guihard | 2010               | 2011            |

- Présidents : Catherine Latour est élue présidente en 2025. Elle succède à Jacky Flippot, élu en 2019 à la suite du décès de Patrick Malrieu qui était président depuis 2011. Les présidents précédents ont été successivement Bernard Delhaye, par ailleurs président de L'Art dans les Chapelles, acteur de la lecture publique en Morbihan, qui a succédé à Yvonig Gicquel en 2009, lui-même successeur de Pierre Le Treut en 1998, lui-même successeur de Georges Lombard en 1986.
- Anciens directeur : Mathieu Guihard (jusqu'en 2011), ses prédécesseurs sont Bernard Le Nail, directeur de l'institut de 1983 à 2000, et Bernard Gestin, directeur de 2000 à 2006.

L'Institut est composé d'une douzaine de sections dans tous les domaines de la culture bretonne au sens large. La pluridisciplinarité de ses actions fait de l'Institut Culturel de Bretagne un véritable ambassadeur de la culture bretonne dans toutes ses composantes.

## Structures liées
L'Office Public de la langue bretonne, créé le 1er mai 1999, a pris la suite du Service de la langue bretonne qui existait au sein de l'Institut. De même, l'EPCC Livre et Lecture en Bretagne est, en partie, l'héritier de la fonction antérieurement attribuée à l'ICB de conseiller la Région Bretagne pour l'aide publique à l'édition.

## Relations avec le Conseil régional

### Après 2004
Depuis l'arrivée en 2004 à la tête de la Région Bretagne de Jean-Yves Le Drian, les rapports de celle-ci avec l'ICB s'étaient clarifiés. Jean-Yves Le Drian s'affirme clairement en faveur du sauvetage de la langue bretonne (plan linguistique 2005) et déclare qu'il y a bien « un peuple breton », auquel participent certainement les habitants de la Loire-Atlantique, et que son identité est un atout majeur pour le développement[réf. nécessaire]. Cependant, les moyens décentralisés en France ne sont en rien comparables à ceux des régions des autres grands États d'Europe. Aussi la Région est-elle demandeuse d'une expérimentation et des compétences correspondantes en matière culturelle.

### La nouvelle situation de 2012
Cependant, désirant « rénover les instruments issus de la Charte culturelle », la Région Bretagne a décidé de mettre fin, à partir de 2012, aux subventions récurrentes qu'elle donnait, non seulement à l'Institut culturel de Bretagne (350 000 € sur un budget annuel de 500 000 €) , mais aussi à l'Agence culturelle de Bretagne.
Lors de leur assemblée générale extraordinaire du 1er octobre 2011, les membres de l'Institut culturel de Bretagne ont décidé, à une large majorité, le maintien de l'association pour continuer d'agir pour la promotion, la diffusion et la défense de la culture bretonne vivante et du vaste patrimoine culturel et historique breton. Le 10 novembre 2011, les 4 salariés permanents ont donc quitté le siège de Vannes. Lors de l'assemblée générale ordinaire du 14 avril 2012, le maintien de l'activité de plusieurs des sections qui élaboraient des projets concrets a permis de vérifier que la relance avec des personnes uniquement bénévoles était possible.

## Activités
L'Institut culturel parmi ses activités variées, réalise de nombreux colloques :
- sur l'internationalisation de la Bretagne (« Bretagne aux dimensions du monde » à Lannion, septembre 2002)
- Sur la Résistance en Bretagne et l'épopée des passeurs clandestins bretons (« Les liens de la liberté : Bretagne-Grande-Bretagne 1940/1944 »)
- Sur la musique bretonne (« Bretagne est musique » à Chateaubriant, septembre 2004)
- Sur la séparation de l'Église et de l'État (Tréguier, septembre 2005),
- Sur Jules Verne à Nantes et Saint-Nazaire,
- Sur l'industrie de la conserverie de poissons en Bretagne (« L'or bleu du littoral breton » à Loctudy en septembre 2005),
- Sur les liens entre économie et culture (« du CELIB à Produit en Bretagne » à Plœmeur en septembre 2006)
- Il a soutenu le colloque « l’Acadie du Nouveau-Brunswick d’hier et d’aujourd’hui et ses liens avec la Bretagne et les pays celtiques » (Lorient, août 2012)
- Sur les Initiatives Citoyennes Européennes avec la participation de Vice-Présidents de la FUEN[2] (11 janvier 2020)

Il participe à la mise en valeur d'un réseau des « Lieux d'Histoire de Bretagne ». Dans cet esprit, il a coorganisé avec le CREDIB la célébration du 70e anniversaire de l'« opération Chariot » ou « raid de Saint-Nazaire » le 28 mars 2012 avec de nombreux Britanniques et Irlandais.
Il remet à l'honneur les veillées en fédérant de très nombreux organisateurs en Haute et Basse Bretagne (« Veillées contées de Bretagne », chaque année en novembre),
Il a lancé Les « Rencontres du Design en Bretagne » le 2 avril 2010 à Lorient.
Il remet chaque année la décoration de l'ordre de l'Hermine à quatre personnalités ayant œuvré pour la promotion de la Bretagne.

## Publications
Sans être un organisme voué à l'édition, l'Institut a édité de nombreux ouvrages, issus le plus souvent des synthèses des travaux des sections spécialisées, mais, parfois, des livres rédigés par des auteurs membres.
L'histoire de la Bretagne, de son archéologie, de sa littérature ont été les thèmes les plus fréquemment traités. En 2012, l'Institut a publié, sous la signature de Tugdual Kalvez, « Brezhonegomp! », un manuel innovateur pour l'enseignement du breton aux grands débutants.

La publication du bulletin Lizh'erminig et de la revue Sterenn ont été suspendues en 2012. Le blogue et le site officiels publient régulièrement des nouvelles et des articles de fond.
Liste des principales publications
- Histoire du théâtre populaire breton (XV - XIX), 1983
- La lutte bretonne des origines à nos jours, 1984
- La Galice, 1985
- L'Écosse, 1985
- Ar Gouren, la lutte bretonne, 1985.
- Bibliographie bretonne : 1983-1984, 1986.
- Aspects culturels de la Haute-Bretagne, 1987.
- L'enfant breton et ses images parentales : études ethno-psychologiques, 1987.
- C'hoarioù Breizh, Jeux traditionnels de Bretagne, 1987.
- Bertrand Frélaut, L'attaque de Vannes, 1989.
- L'affaire Nédélec, 1989
- Anne-Claire Déré, Fêtes révolutionnaires à Nantes, 1989
- Conduites et dépendances pathologiques en Bretagne : alcool, drogue, nourriture, 1989.
- Geneviève Hoffman, 40 écrivains en Bretagne, 1989. Coédité avec Coopération des bibliothèques en Bretagne (COOB).
- Bretagne et religion, 3 vol., 1990-2002.
- Corentin Canévet, 40 ans de révolution agricole en Bretagne, 1991
- Imaginaires en Bretagne, 1993.
- Littérature et traduction, 1993.
- Architecture et identité, 1995.
- La santé et la mer en Bretagne, 1997.
- L'Île de Man = Enez Vanav, 1998.
- Chateaubriand 98, 1998. En collaboration avec le Comité du centcinquantenaire de la mort de Chateaubriand
- Pierre Bouguer, un savant breton au XVIIIe siècle, 2002.
- De la Clyde à Saint-Nazaire. Acte du colloque de Saint-Nazaire (2003).
- Sel, sable et soleil au Pays de Guérande, 2004.
- Jeux traditionnels : quels loisirs sportifs pour la société de demain ?, 2005
- Bretagne est musique. Actes du colloque de Châteaubriant (2004), 2006.
- Alain Le Noac'h et Eamon O' Ciosain, Immigrés irlandais au XVIIe siècle en Bretagne = Iwerzhoniz o tivroañ e Breizh (XVIIvet kantved) : du Centre Bretagne à Lannion, 2009.
- Des chevaliers de la Table ronde à l'Ordre de l'Hermine, 2009.
- Les Arts plastiques en Bretagne, 2009.